# Ятвягия
Ятвя́гия (Судавия, Судовия, Ятважская земля, др.-рус. Ятвязь, прусск. Sudawa, нем. Sudauen, лит. Sūduva) — историческая область Европы. Первоначально была заселена племенем ятвягов. Это была самая восточная прусская земля. Она простиралась от Больших Мазурских озёр до рек Неман и Бебжа.
Будучи ареалом расселения ятвяжских племён, Ятвягия в X—XIII веках не раз становилась целью походов русских князей. Попала под власть Немецкого ордена (в 1283) и первой вышла из-под его контроля, войдя в 1422 году в состав Великого Княжества Литовского. По названию региона получила имя Судавская книга, содержащая описание прусской мифологии.
В настоящее время небольшая западная часть Судавии входит в состав Калининградской области (крайний юго-восток области, юго-восточная часть Нестеровского района), северные земли принадлежат Литве, южные — Польше, а восточные — Белоруссии.